# The Color Purple (comédie musicale)
Pour les articles homonymes, voir La Couleur pourpre (homonymie).
The Color Purple (en français : La Couleur pourpre) est une comédie musicale basée sur le roman La Couleur pourpre d'Alice Walker, écrit en 1982, et son adaptation cinématographique de 1985. Marsha Norman en a écrit le livret, et la musique et les paroles sont de Brenda Russell, Allee Willis et Stephen Bray. La comédie musicale suit l'histoire de Celie, une femme afro-américaine vivant dans le sud des États-Unis de la première moitié du 20ème siècle.
La production originale est de 2005 à 2008, et est nommée pour 11 récompenses aux Tonys Awards de 2006. Une production acclamée ouvre en 2015 sur Broadway et se joue jusque 2017. Elle remporte deux Tony Awards en 2016, dont Meilleure Reprise d'une Comédie Musicale.
Une adaptation cinématographique est créée en 2023.

## Production

### Création et première
Le travail de création débute en 2004 au Alliance Theatre, en Géorgie, à la suite de l'achat des droits du livre d'Alice Walker par Scott Sanders, en 1999, puis le recrutement d'une équipe créative. La première mondiale a lieu le 9 septembre 2004. La pièce est produite par l'Alliance Theater, Creative Battery et les productions Scott Sanders.
Pour cette production, LaChanze incarne Celie, Felicia P. Fileds Sofia, Saycon Sengbloh Nettie, Adriane Lenox Shug et Kingsley Leggs Mister. La mise en scène est de Gary Griffin, la création des décors de John Lee Beatty, la lumière de Brian MacDevitt et les costumes de Paul Tazewell.

### Broadway (2005-2008)
La comédie musicale ouvre à Broadway au Broadway Theatre le 1er décembre 2005. Elle est dirigée par Gary Griffin, produite par Scott Sanders, Quincy Jones et Oprah Winfrey, avec une chorégraphie de Donald Byrd et une direction musicale de Linda Twine. La pièce ferme le 24 février 2008 après 910 performances. La production récupère son investissement de 11 millions de dollars au cours de la première année, et remporte plus de 103 millions de dollars avant de fermer.
La production originale comporte au casting LaChanze en tant que Celie, Brandon Victor Dixon en Harpo, Felicia P. Fields en Sofia, Renée Elise Goldsberry en Nettie, Kinglsey Leggs en Monsieur, Krisha Marcano en Squeak, Elisabeth Winters-Mendes en Shug Avery.

### Première tournée nationale (2007-2010)

#### Chicago (2007)
La première tournée nationale débute le 17 avril 2007 au Cadillac Palace Theatre à Chicago, dans l'Illinois. Le casting inclue LaToya London en tant que Nettie, Michelle Williams en Shug Avery, Felicia P. Fielfds as Sofia, Jeanette Bayardelle en tant que Celie, Stephanie St. James en tant que Squeak.
La production, originellement censée jouer jusqu'au 30 septembre 2007, est ouverte jusque novembre. Elle remporte environ 1 millions de dollars par semaine pour la première partie de son existence, puis moins pour la seconde, quand le prix des tickets est réduit l'été afin de continuer à remplir le théâtre.
La ville de Chicago est une ville notable pour le lancement de la tournée en tant que ville de résidence d'Oprah Winfrey, nommée aux Oscars de 1986 pour sa prestation dans l'adaptation cinématographique du livre. C'est aussi la ville native de Gary Griffin et de Felicia Fields, pour qui le premier rôle sur Broadway est celui de la comédie musicale. De nombreuses personnalités liées à la ville de Chicago se rendent à la première du spectacle, notamment Richard M. Daley, maire de Chicago, Jesse Jackson, R. Kelly et Roger Ebert. La sénatrice Carol Moseley Braun et Christie Hefner sont également des membres notables de l'audience.

#### Tournée (2009-2010)
La tournée 2009-2010 débute le 9 août 2000 au Kenedy Center Opera House, dans la ville de Washington D.C., et s'achève au Pantages Theatre dans celle de Los Angeles. La direction est de Gary Griffin, les décors de John Lee Beatty, les costumes de Paul Tazewell et la direction sonore de Jon Weston. La distribution inclut Fantasia Barrino en tant que Celie, Angela Robinson en tant que Shug Avery, Felicia P. Fields en tant que Sofia et LaToya London en tant que Nettie.

### Deuxième tournée nationale (2010-2011)
La deuixème tournée nationale s'ouvre le 12 mars 2010 au Lyric Opera House. En aout 2010, Oprah Winfrey annonce que la production, ainsi que Alice Walker, autrice du livre sur lequel se base la comédie musicale, va lever des fonds pour l'organisation SBP, une association créée pour venir en aide aux victimes de l' ouragan Katrina.
Du fait de l'importante demande, la production retourne pour 5 semaines au Mahalia Jackson Theatre for the Performing Arts, à partir de février 2011.

### Troisième tournée nationale (2012)
Une troisième tournée nationale ouvre le 17 janvier 2012 au Francis Marion University PAC, en Caroline du Sud. Le rôle de Celie est incarné par Ashley L. Ware, Shug Avery par Taprena Augustine et Nettie par Dayna Marie Quincy (elle incarnera également Celie au Toby's Diner Theatre).
La production s'arrête notamment dans les villes de Las Vegas & Reno, au Nevada, Mobile, dans l'Alabama et Williamsport, Reading & Bloomsburg, en Pennyslvanie.

### Production londonienne (2013)
La première production internationale de la comédie musicale ouvre à Londres le 17 juillet 2013 au Menier Chocolate Factory. La brève production, dirigée par John Doyle, s'achève le 14 septembre 2013. La distribution inclut Cynthia Erivo en tant que Celie, Nicola Hughes en tant que Shug et Christopher Colquhoun en tant que Monsieur Albert.

### Reprise sur Broadway (2015-2017)
Le 9 janvier 2015, les producteurs Scott Sanders, Roy Furman et Oprah Winfrey annoncent que la production londonienne sera transférée à Broadway. Jennifer Hudson joue pour la première fois sur Broadway en incarnant le rôle de Shug, Danielle Brooks Sofia et Cynthia Erivo reprend le rôle de Celie. Kyle Jean-Baptiste devait figurer au casting mais décède d'une chute le 29 août 2015,.
L'ouverture a lieu le 10 décembre 2015 au Bernard B. Jacobs Theatre et la production s'achève le 8 janvier 2017 après 449 performances.
La production remporte la récompense de la Meilleure Reprise d'une Comédie Musicale aux Tony Awards de 2016, et Cynthia Erivo gagne celle de la Meilleure Actrice dans une Comédie Musicale.

### Afrique du Sud (2018)
La première production internationale depuis celle anglaise ouvre à Johannesburg, en Afrique du Sud, le 4 février 2018.

### Pays-Bas (2018)
La première production traduite de The Color Purple ouvre à Amsterdam le 16 avril 2018, avec la reine des Pays-Bas dans l'audience. La production est de Opus One, traduite et dirigée par Koen van Dijk. Le casting inclue Naomie Van Der Linden en tant que Celie, Ana Milva Gomes en Shug Avery, Jeannine de la Rose en Sofia et Carlos de Vries en Harpo.
La production à Amsterdam est rapidement suivie d'une tournée nationale, à l'automne.
Les revues sont positives.

### Leicester et Birmingham (2019)
Une co-production entre le théâtre Curve de Leicester et l'hippodrome de Birmingham ouvre le 28 juin 2019 à Leicester, avant d'être transférée à Birmingham le 16 juillet 2019. La production est dirigée par Tinuke Craig, avec, au casting, T'Shan Williams en tant que Celie, Karen Mavundukure en Sofia, Joanna Francis en Shug et Ako Mitchell en Monsieur.

### Canada (2019)
La première canadienne de The Color Purple ouvre au Nova Scotia Neptune Theatre, à Halifax, le 9 avril 2019. Elle est dirigée par Kimberley Rampersad, à la fois première personne afro-canadienne et première femme à tenir ce rôle.

### Brésil (2019)
La production brésilienne est jouée à Rio de Janeiro du 6 septembre au 3 novembre 2019, avant d'être transferée à Sao Paulo du 6 décembre 2019 au 16 février 2020. La production est dirigée par Tadeau Aguiar.

## Synopsis

### Acte 1
Un matin de 1909, Celie, 14 ans, joue avec sa petite soeur Nettie ("Huckleberry Pie"). Elle a déjà eu un enfant, dont le père est aussi celui de Celie, Alphonso, et est enceinte à nouveau. Alors qu'elle se trouve à l'église de sa communauté rurale de Georgie, Celie commence à avoir des contractions et est sortie de l'église sous les yeux de la congregation ("Mysterious Ways"). Celie met au monde un fils : son père le lui retire et lui dit sans ménagement qu'il va se débarasser de cet enfant, comme il l'a fait pour le dernier. Celie dit au revoir à son nouveau-né et prie Dieu de lui envoyer un signe ("Somebody Gonna Love You").
Quatre ans plus tard, Albert Johnson (dit Monsieur), un fermier local, veuf, demande à Alphonso la main de l'une de ses filles. Il accepte, choisit Celie et offre également une vache à Monsieur. Bien que les deux soeurs se sont promis de ne jamais se séparer, Celie suit Monsieur dans l'espoir de permettre à Nettie de réaliser son rêve de devenir professeure ("Our Prayer"). Les femmes de l'église locale approuvent le mariage ("That Fine Mister"), et les ouvriers agricoles de Mister présentent à Celie la vie de dur labeur qui l'attend ("Big Dog").
Un jour, Nettie arrive chez Monsieur et Celie, en expliquant qu'elle est fatiguée du comportement lubrique d'Alphonso et demandant à rester. Monsieur accepte, mais plus tard attaque Nettie alors qu'elle se rend à l'école. Elle se défend, et Monsieur la rejette de chez lui ("Mister / Nettie"). Celie proteste, mais Monsieur promet qu'elle ne reverra plus jamais sa soeur : en partant, Nettie dit à sa soeur qu'elle lui écrira mais, quand elle s'approche de la boîte aux lettres le lendemain, Monsieur ferme celle-ci et menace de tuer Nettie si elle la touche ("Lily of the Field").
En 1920, Harpo, le fils de Monsieur, amène à la maison Sofia, une femme de caractère avec qui il se marie ("Dear God - Sofia"). Quand il se plaint de Sofia en disant qu'elle est trop dirigiste, Monsieur et Celie lui disent que la seule manière de la faire écouter est de la battre. Harpo tente de le faire, mais finit lui même frappé par Sofia ("A Tree Named Sofia"). Après une confrontation avec Celie, Sofia apprend l'étendue de la cruauté de Monsieur. Elle recommande à Celie de refuser ces traitements et part afin de passer du temps avec ses soeurs ("Hell No!").
Harpo décide de faire de sa maison une Barrel House et débute une liaison avec Squeak, une serveuse, qui emménage avec lui ("Brown Betty"). Plus tard, la communauté prépare l'arrivée de la chanteuse de jazz Shug Avery, qui se révèle être une maîtresse de longue date de Monsieur ("Shug Avery Comin' to Town"). Quand Shug arrive avec son groupe de musique, elle est dans un si mauvais état de santé que Celie s'occupe de la rétablir contre l'avis de la communauté locale ("All We've Got To Say").
Alors qu'elle prépare une robe pour Shug, Celie ressent pour la première fois des sentiments de chaleur et tendresse ("Dear God - Shug"). Shug, pendant ce temps, découvre la relation entre Monsieur et Celie et encourage celle-ci à se montrer forte ("Too Beautiful for Words").
Cette nuit là, au Barrel House d'Harpo, Shug fait sensation avec un numéro de blues. Sofia arrive avec son nouveau petit ami Buster et dance avec Harpo, ce qui conduit Squeak à se battre avec elle ("Uh-Oh!"). La bagarre escalade et Shug et Celie s'enfuient.
Après être retournées chez Monsieur, Shug et Celie échangent sur leur amitié nouvelle ("What About Love?"). Shug découvre des lettres adressées à Celie depuis l'Afrique. Celle-ci reconnait l'écriture de Nettie et comprend que sa soeur est en vie ("Act I Finale").

### Acte 2
En lisant les lettres que Monsieur lui a cachées, Celie apprend que Nettie habite en Afrique, avec la famille de missionnaires qui a adopté ses enfants ("African Homeland"). En Georgie, Sofia est arrêtée pour avoir attaqué le maire après qu'elle ait refusé de travailler pour sa femme. Quand Celie lui rend visite, elle apprend que la punition de Sofia doit se faire sous la surveillance de Monsieur.
En 1932, Shug amène à la maison son amant Grady. Constatant l'ampleur de la colère de Celie envers Dieu, Shug l'invite à la suivre à Memphis pour qu'elles puissent appréciser les plaisirs simples de la vie ("The Color Purple"). Après un dinner ("Church Ladies' Easter"), Celie et Shug annoncent à Monsieur leur départ. Alors que Monsieur refuse et essaye de battre Celie, celle-ci impose sa volonté et insulte Monsieur, lui disant qu'elle le maudit ("I Curse You, Mister"). Harpo invite Sofia à revenir vivre dans la Barrel House, et se réconcilie avec elle. Monsieur commence à sentir les effets de la malédiction de Celie, après une série d'événements qui l'impactent négativement. Harpo met son père au défi de réparer sa relation avec Celie. Il tente de mieux comprendre le sens de la malédiction de Celie et cherche un sens à la vie ("Mister's Song / Celie's Curse").
Dans la maison de Memphis de Shug, Celie peut écrire à Nettie. Elle se découvre également un talent pour la confection de pantalons. Après avoir hérité de sa maison d'enfance, elle commence un commerce pour vendre des pantalons ("Miss Celie's Pants"). Pendant ce temps, Harpo et Sofia se rapprochent et apprenennt que Monsieur tente, difficillement, de permettre le retour aux Etats-Unis de Nettie. Les trois décident de tenter de réussir ("Any Little Thing").
Shug annonce à Celie qu'elle est tombée amoureuse d'un musicien de son groupe et lui demande sa permission pour flirter avec lui. Pendant ce temps, Monsieur a trouvé des réponses à ses questions ("What About Love? [Reprise]"). En rentrant chez elle, Celie ressent pour la première fois un sentiment d'amour propre ("I'm Here").
Plusieurs années plus tard, alors qu'elle organise une fête pour le 4 juillet, Celie entend le klaxon d'une voiture puis une voix familière. C'est celle de Nettie, qui chante la chanson de leurs jeux d'enfance. Elles se précipitent l'une vers l'autre et s'enlacent. Après avoir appris que Monsieur et Shug ont rendu cette réunion possible, Celie les remercie, et remercie Dieu, de l'avoir réunie avec sa soeur ("The Color Purple [Reprise]").

## Casting

### Casting original de productions notables
| Personnage        | Broadway               | Première tournée aux Etats-Unis | Deuxième tournée aux Etats-Unis | Production londonienne | Troisième tournée aux Etats-Unis | Adaptation filmographique |
| ----------------- | ---------------------- | ------------------------------- | ------------------------------- | ---------------------- | -------------------------------- | ------------------------- |
| Personnage        | 2005                   | 2007                            | 2010                            | 2013                   | 2017                             | 2023                      |
| Celie             | LaChanze               | Jeannette Bayardelle            | Fantasia Barrino                | Cynthia Erivo          | Adrianna Hicks                   | Fantasia Barrino          |
| Shug Avery        | Elisabeth Winters      | Michelle Williams               | Angela Robinson                 | Nicola Hughes          | Carla R. Stewart                 | Tajari P. Henson          |
| Sofia             | Felicia P. Fields      | Felicia P. Fields               | Felicia P. Fields               | Sophia Nomvete         | Carrie Compere                   | Danielle Brooks           |
| Monsieur / Albert | Kinglsey Leggs         | Rufus Bonds Jr.                 | Rufus Bonds Jr.                 | Christopher Colquhoun  | Gavin Gregory                    | Colman Domingo            |
| Harpo             | Brandon Victor Dixon   | Stu James                       | Stu James                       | Adebayo Bolaji         | J. Daughtry                      | Corey Hawkins             |
| Nettie            | Renée Elise Goldsberry | LaToya London                   | LaToya London                   | Abiona Omonua          | N'Jameh Camara                   | Halle Bailey              |

## Numéros musicaux

### Acte 1
- "Overture"†
- "Huckleberry Pie" / "Mysterious Ways" – Celie, Nettie, Ensemble
- "Somebody Gonna Love You" – Celie
- "Our Prayer" – Nettie, Celie, Mister, Doris, Darlene, Jarene, Pa
- "That Fine Mister" – Doris, Darlene, Jarene
- "Big Dog" – Mister, Celie, Harpo, les filles de Monsieur, ensemble masculin
- "Lily of the Field" – Celie, Nettie, Monsieur
- "Dear God - Sofia" – Celie
- "A Tree Named Sofia" – Doris, Darlene, Jarene
- “Hell No!” - Sofia, Celie, les soeurs de Sofia
- "Brown Betty" – Harpo, Squeak, Celie, ensemble masculin
- "Shug Avery Comin' to Town" – Mister, Celie, ensemble
- "All We've Got to Say" – Doris, Darlene, Jarene
- "Dear God - Shug" – Celie, Shug
- "Too Beautiful for Words" – Shug
- "Push Da Button" – Shug, Harpo, ensemble
- "Uh-Oh!" – Sofia, Squeak, Celie, Buster, ensemble féminin
- "What About Love?" – Celie, Shug
- "Act I Finale"† – Orchestra, Shug, Celie, Nettie

### Acte 2
- "African Homeland" – Nettie, Celie, Adam, Olivia, ensemble
- "The Color Purple" – Shug, Celie
- "Church Ladies' Easter"† – Doris, Darlene, Jarene
- "I Curse You Mister"† – Celie, Monsieur
- "Mister's Song - Celie's Curse" – Monsieur
- "Miss Celie's Pants" – Celie, Shug, Sofia, ensemble féminin
- "Any Little Thing" – Harpo and Sofia
- "What About Love? (Reprise)" – Celie, Shug
- "I'm Here" – Celie
- "The Color Purple (Reprise)" – Celie, la troupe

† Non incluses sur l'album de la reprise de 2015.